# Sutton (ort i Irland)
Sutton är en ort i republiken Irland.   Den ligger i provinsen Leinster, i den östra delen av landet, 11 km nordost om huvudstaden Dublin. Sutton ligger 5 meter över havet och antalet invånare är 3 837.
Terrängen runt Sutton är platt. Havet är nära Sutton åt sydost.  Närmaste större samhälle är Dublin, 11,1 km sydväst om Sutton. 
Klimatet i trakten är tempererat. Årsmedeltemperaturen i trakten är 8 °C.